# Yannis Papadopoulos
 (août 2023).
Yannis Papadopoulos (grec: Γιάννης Παπαδόπουλος) est un musicien grec, surtout connu pour être le chanteur principal du groupe de power metal finlandais Beast In Black.

## Biographie
Papadopoulos a commencé les cours de piano à 10 ans et les poursuit pendant trois ans. À 14 ans, il commence à jouer de la guitare, qui devient son instrument principal. Il commence à chanter un an plus tard, en se spécialisant dans le chant classique et l'opéra[réf. souhaitée].
Il rejoint le groupe Wardrum en 2014, apparaissant sur les deuxième, troisième et quatrième albums studio du groupe. En 2015, Papadopoulos rejoint le groupe de power metal Beast In Black, fondé par Anton Kabanen, mais il n'a officiellement quitté Wardrum qu'en 2017[réf. souhaitée].

## Discographie

### Albums avec Until Rain
- Pandemic (2011)
- Anthem to Creation (2013)

### Albums avec Wardrum
- Desolation (2012)
- Messenger (2013)
- Awakening (2016)